# Aplogompha argentilinea
Aplogompha argentilinea là một loài bướm đêm trong họ Geometridae.